# Sven Andrighetto
Sven Andrighetto (* 21. březen 1993, Sumiswald, Švýcarsko) je hokejový útočník, momentálně hrající v klubu ZSC Lions, který dvakrát reprezentoval Švýcarsko na Mistrovství světa juniorů v ledním hokeji do 20 let. Se švýcarskou seniorskou reprezentací získal stříbrnou medaili na mistrovství světa 2018 a na světovém šampionátu v Česku roku 2024.

## Hokejové začátky
Sven Andrighetto na sebe poprvé poukázal ve Švýcarském týmu ZSC Lions v sezóně 2007/2008, kde si ve výběru do patnácti let připsal za 19 zápasů 32 bodů, ale i 52 trestných minut. Ve stejné sezóně, tedy 2007/2008 se také objevil ve výběru do 17 let, kde nastoupil k 1 zápasu v nejvyšší soutěži a k 17 zápasům druhé nejvyšší soutěže, zde posbíral 23 bodů.
V sezóně 2008/2009 nastupoval pravidelně v elitní soutěži do 17 let, kde posbíral za 28 zápasů 25 bodů.
Dále v této sezóně nakoukl do týmu Dübendorf, kde si zahrál dokonce ve výběru do 20 let, za 4 zápasy zde nastřádal 5 bodů.
V sezóně 2009/2010 opět pravidelně nastupoval za tým ZSC Lions stále ve výběru do 17 let, tentokrát ovšem prožil průlomovou sezónu, ve 22 zápasech si připsal 55 bodů, v následném playoff v 10. zápasech, 24 bodů a byl povolán do týmu s věkovým omezením 20 let, kde zasáhl do 14 utkání a připsal si 7 bodů.

## První reprezentace, první zkušenosti s profesionály
Sven Andrighetto v sezóně 2009/2010 také nakoukl do reprezentace Švýcarska, a to konkrétně do výběru do 18. let, celkem si připsal 9. startů a 4 body.
Sezóna 2010/2011 začala pro Andrighetta trošku nečekaně, a to když mu vedení oznámilo, že tuto sezónu odehraje s profesionálními hokejisty týmu GC Küsnacht Lions (čili seniorským týmem ZSC Lions) ani v nejvyšší soutěži se Andrighetto neztratil a za 36. startů si připsal slušných 23 bodů, poté se ještě podíval do dalšího týmu Švýcarské NLB, kterým byl Visp, za který odehrál v základní části pouze 2. zápasy, ale v Play-off jich už odehrál 17. ovšem připsal si pouze 3. body.
Tato sezóna také přinesla Andrighettovi důležitou pozici v reprezentaci do 18 let, kde Andrighetto celkově naskočil do 22. zápasů a připsal si 19. bodů.

## Rouyn-Noranda Huskies
V draftu QMJHL (Quebec major junior hockey league) si ho v roce 2011 vybral tým Rouyn-Noranda Huskies na 1. místě (11. celkově), Andrighetto neváhal a vydal se za oceán pokoušet štěstí. QMJHL Andrighettovi sedla, tato liga je nejtechničtější ze všech 3. kanadských nejznámějších soutěží (WHL, OHL a již zmiňovaná QMJHL). Hned v první sezóně, si za Rouyn-Norandu připsal 74 bodů v 62. zápasech, k nimž přidal 2 body ze 4. zápasů v Play-off.
Sven Andrighetto byl v této sezóně také vybrán do All-Rookie Team, společně třeba se jmény jako Michail Grigorenko nebo Anthony Duclair
V sezoně 2012/2013 se Andrighetto umístil na 6. místě kanadského bodování QMJHL s 98 body v 53. zápasech, stal se tak nejlépe bodujícím hráčem svého týmu podruhé za sebou.

## Mistrovství světa juniorů do 20 let
Sven Andrighetto prvně nastoupil na MS. Juniorů v roce 2012, kdy si připsal 2. body v 6. zápasech.
O poznání lepší byla reprezentace na MS. Juniorů v ruském městě Ufa, kde Andrighetto s "Áčkem" na hrudi dral Švýcarský tým kupředu za nečekanými výsledky, Švýcaři na turnaji pořádně potrápili řadu favoritů a Andrighetto byl asi největším postrachem Švýcarska, za 6 zápasů si připsal 8. bodů, za 5. gólů a 3. asistence.
Zde konečně ukázal, jaký talent v něm dříme, ale celkem nepochopitelně nebyl vybrán, mezi 3. nejlepší hráče Švýcarského výběru.

## Draft NHL
Při prvním pokusu si Andrighetta na draftu nikdo nevšiml, zřejmě i díky jeho výšce a národnosti, na draftu 2013 v New Jersey, měli týmy opět možnost šáíhnout pro Andrighetta, spekulovalo se, že bude vybrán kolem 5 kola. Nakonec došlo k překvapení, když po Andrighettovi sáhli Montreal Canadiens, jako celkově 86 hráči.
Fred Poulin o Andrighettovi napsal, že je to další nedraftovaný klenot.

## NHL
Dne 15.7. roku 2013 podepsal Sven Andrighetto svůj první poloprofesionální kontrakt s týmem Montreal Canadiens. Jedná se o 3letý nováčkovský kontrakt, který Andrighettovi zajišťuje příjem 633 333$ ročně.

## Statistiky

### Klubové
| Sezóna      | Klub                  | Soutěž      |     | Základní část | Základní část | Základní část | Základní část | Základní část |    | Play off | Play off | Play off | Play off | Play off |
| Sezóna      | Klub                  | Soutěž      | Z   | G             | A             | B             | TM            | Z             | G  | A        | B        | TM       |          |          |
| 2010–11     | GCK Lions             | NLB         | 36  | 11            | 12            | 23            | 20            | —             | —  | —        | —        | —        |          |          |
| 2010–11     | EHC Visp              | NLB         | 2   | 0             | 0             | 0             | 0             | 17            | 1  | 2        | 3        | 4        |          |          |
| 2011–12     | Rouyn–Noranda Huskies | QMJHL       | 62  | 36            | 38            | 74            | 50            | 4             | 0  | 2        | 2        | 4        |          |          |
| 2012–13     | Rouyn–Noranda Huskies | QMJHL       | 53  | 31            | 67            | 98            | 45            | 14            | 8  | 22       | 30       | 14       |          |          |
| 2013–14     | Hamilton Bulldogs     | AHL         | 64  | 17            | 27            | 44            | 40            | —             | —  | —        | —        | —        |          |          |
| 2014–15     | Montreal Canadiens    | NHL         | 12  | 2             | 1             | 3             | 0             | —             | —  | —        | —        | —        |          |          |
| 2014–15     | Hamilton Bulldogs     | AHL         | 60  | 14            | 29            | 43            | 42            | —             | —  | —        | —        | —        |          |          |
| 2015–16     | Montreal Canadiens    | NHL         | 44  | 7             | 10            | 17            | 6             | —             | —  | —        | —        | —        |          |          |
| 2015–16     | St. John's IceCaps    | AHL         | 26  | 10            | 13            | 23            | 22            | —             | —  | —        | —        | —        |          |          |
| 2016–17     | Montreal Canadiens    | NHL         | 27  | 2             | 6             | 8             | 4             | —             | —  | —        | —        | —        |          |          |
| 2016–17     | Colorado Avalanche    | NHL         | 19  | 5             | 11            | 16            | 8             | —             | —  | —        | —        | —        |          |          |
| 2016–17     | St. John's IceCaps    | AHL         | 20  | 8             | 14            | 22            | 8             | —             | —  | —        | —        | —        |          |          |
| 2017–18     | Colorado Avalanche    | NHL         | 50  | 8             | 14            | 22            | 10            | 6             | 1  | 0        | 1        | 6        |          |          |
| 2018–19     | Colorado Avalanche    | NHL         | 64  | 7             | 10            | 17            | 14            | 5             | 0  | 0        | 0        | 2        |          |          |
| 2019–20     | Avangard Omsk         | KHL         | 56  | 13            | 14            | 27            | 22            | 6             | 0  | 2        | 2        | 0        |          |          |
| 2020–21     | ZSC Lions             | NLA         | 52  | 27            | 28            | 55            | 18            | 8             | 3  | 5        | 8        | 31       |          |          |
| 2021–22     | ZSC Lions             | NLA         | 47  | 19            | 19            | 38            | 33            | 18            | 6  | 11       | 17       | 4        |          |          |
| 2022–23     | ZSC Lions             | NLA         | 35  | 11            | 12            | 23            | 24            | 9             | 3  | 3        | 6        | 6        |          |          |
| 2023–24     | ZSC Lions             | NLA         | 40  | 13            | 18            | 31            | 8             | 15            | 3  | 11       | 14       | 4        |          |          |
| 2024–25     | ZSC Lions             | NLA         | 45  | 20            | 19            | 39            | 12            | 16            | 9  | 13       | 22       | 20       |          |          |
| NHL celkově | NHL celkově           | NHL celkově | 216 | 31            | 52            | 83            | 42            | 11            | 1  | 0        | 1        | 8        |          |          |
| NLA celkově | NLA celkově           | NLA celkově | 219 | 90            | 96            | 186           | 95            | 66            | 24 | 43       | 67       | 65       |          |          |

### Mezinárodní
| Rok                            | Tým                            | Soutěž                         | Z                              | G  | A  | B  | TM |    |
| ------------------------------ | ------------------------------ | ------------------------------ | ------------------------------ | -- | -- | -- | -- | -- |
| 2010                           | Švýcarsko 18                   | MS-18                          | 6                              | 0  | 3  | 3  | 2  |    |
| 2011                           | Švýcarsko 18                   | MS-18                          | 6                              | 2  | 3  | 5  | 8  |    |
| 2012                           | Švýcarsko 20                   | MSJ                            | 6                              | 1  | 1  | 2  | 2  |    |
| 2013                           | Švýcarsko 20                   | MSJ                            | 6                              | 5  | 3  | 8  | 4  |    |
| 2016                           | Švýcarsko                      | MS                             | 7                              | 3  | 4  | 7  | 4  |    |
| 2018                           | Švýcarsko                      | MS                             | 9                              | 2  | 7  | 9  | 27 |    |
| 2019                           | Švýcarsko                      | MS                             | 6                              | 3  | 0  | 3  | 2  |    |
| 2021                           | Švýcarsko                      | MS                             | 8                              | 2  | 2  | 4  | 2  |    |
| 2022                           | Švýcarsko                      | ZOH                            | 5                              | 0  | 3  | 3  | 0  |    |
| 2024                           | Švýcarsko                      | MS                             | 10                             | 1  | 2  | 3  | 0  |    |
| 2025                           | Švýcarsko                      | MS                             |                                |    |    |    |    |    |
| Juniorská reprezentace celkově | Juniorská reprezentace celkově | Juniorská reprezentace celkově | Juniorská reprezentace celkově | 24 | 9  | 9  | 18 | 16 |
| Seniorská reprezentace celkově | Seniorská reprezentace celkově | Seniorská reprezentace celkově | Seniorská reprezentace celkově | 45 | 11 | 18 | 29 | 35 |